# Без компромиссов (фильм, 1986)
«Без компромиссов» (англ. Raw deal, что приблизительно означает «нечестная сделка») — американский кинофильм, классика боевика. Премьера — 6 июня 1986 года. В СССР распространялся в авторских одноголосых закадровых переводах Леонида Володарского и Андрея Гаврилова под названием «Человек, с которым поступили несправедливо».

## Сюжет
Марк Камински — бывший агент ФБР. Его уволили из Бюро за слишком крутой нрав и жестокое обращение с подозреваемыми. Теперь он живёт в маленьком городке, работает шерифом. Его спивающаяся жена недовольна столь бесславным концом карьеры мужа.
Однажды к Каминскому обращается за помощью старый коллега и друг Гарри Шэннон. Сын Шэннона был убит чикагскими гангстерами из банды мафиози Луиджи Патровито, которого безуспешно пытается засудить суровый прокурор Бакстер, некогда вынудивший Каминского уйти из ФБР. Шэннон просит Марка отомстить Патровито, разоблачив его преступную деятельность и нанеся мафии удар изнутри. В обмен он обещает Каминскому возвращение в Бюро, а оплатить всю операцию готов на собственные сбережения, которые ему после смерти сына больше не нужны. Марк соглашается. Шэннон предупреждает Каминского, что у Патровито есть хорошо информированная «крыса» в рядах ФБР, а также предостерегает от каких-либо приглашений посетить карьер – там мафия убивает и прячет тела своих жертв.
Инсценировав собственную смерть как результат взрыва на нефтебазе, Камински входит в мир криминала под именем Джозефа П. Бреннера, бесследно исчезнувшего на Карибах реального преступника. Теперь он должен действовать на свой страх и риск: никто не знает о его планах, он работает без санкции правительства.
Для того чтобы подобраться к Патровито, Бреннер устраивает ряд провокаций против Мартина Ламанского, главного конкурента Патровито, недавно организовавшего неудачное покушение, в ходе которого погиб один из верных подручных главаря мафии.
Таким образом заявив о себе, Бреннер выходит на связь с Пауло Рокка, правой рукой Патровито, и представляется как опытный гангстер, ищущий «семью», которая не бросит своего члена в случае неудачи. Рокка подыскивает замену погибшему члену банды, а потому соглашается проверить Бреннера, послав его «решать дела» вместе со своим помощником Максом Келлером.
Макс недоволен появлением соперника. Нехотя он вместе с Бреннером проворачивает ряд дел. Всё осложняется знакомством Бреннера с роковой красавицей Моникой, которая пьёт, курит и проигрывает в казино. Макс имеет свои виды на Монику и точит зубы на Бреннера.
Периодически Камински-Бреннер связывается с Шэнноном и сообщает добытые сведения. Он искренне переживает свою новую жизнь – шикарную, вольготную, не обременённую обязанностями.
Тем временем полиция под руководством чикагского детектива Бейкера накрывает один из притонов мафии и арестовывает большое количество наличности и героина. Взбешённый Патровито намерен во что бы то ни стало вернуть деньги и товар, теперь хранящиеся в полицейском участке Чикаго. Рокка и Макс считают, что это невозможно, однако Бреннер подсказывает хитрый план: инсценировать подлог бомбы и вынудить полицию эвакуировать здание.
По предложению Макса в день проведения операции также должен быть устранён Мартин Ламански. Макс, Бреннер и снайпер подкарауливают Ламанского у синагоги, однако тому удаётся спастись от расстрела на ходу благодаря бронированному автомобилю. Мафия пускается в погоню за ним. Сопровождающие Ламанского бандиты гибнут в перестрелке, а сам он вместе с водителем погибает, врезавшись в бензовоз.
Мафия успешно возвращает и доллары, и героин. Тем временем Макс не перестаёт копать под Бреннера. Он выходит на продажного копа, который знал настоящего Бреннера. Патровито встречается со своим информатором – им оказывается ни кто иной, как прокурор Бакстер. Тот сообщает, что за Патровито действительно ведётся слежка, однако организована она не ФБР, а лично агентом Гарри Шэнноном. Патровито намерен убрать Шэннона, а Макс предлагает привлечь к убийству Бреннера.
Бреннер сообщает Монике, что женат, а потому их отношения не могут развиться дальше дружбы. Моника ссорится с ним, в то же время она не намерена возобновлять отношения с Максом.
В назначенный день Макс, Бреннер и ещё один киллер едут на кладбище, чтобы убить некоего врага мафии. В последний момент Бреннер узнаёт Шэннона, вместе им удаётся застрелить обоих гангстеров. По требованию Шэннона Бреннер вынужден бросить тяжелораненого друга и покинуть кладбище до прибытия полиции. Его увозит подоспевшая к месту событий Моника.
Достав из тайника оружие, Бреннер едет на карьер. В одиночку расстреляв хорошо вооружённую охрану, Бреннер тем самым вновь помогает полиции добраться до перепрятанных мафией денег и героина.
Плохие новости выводят Патровито из себя. Он, Рокка и Бакстер обсуждают дальнейшие действия, когда Бреннер, пробравшись в логово мафии через вентиляционную шахту, застаёт их врасплох и устраивает массовую резню, в которой гибнут все гангстеры.
Бакстер узнаёт Каминского и пытается оправдаться тем, что якобы внедрился в банду Патровито по заданию ФБР. Камински возвращает ему револьвер, но при попытке застрелить отвернувшегося Каминского продажный прокурор сам гибнет от метко выпущенной пули.
Спустя некоторое время Камински сообщает поправляющемуся Шэннону о рождении сына и просит стать ему крёстным отцом. У Шэннона появляется смысл жить дальше.

## В ролях
- Арнольд Шварценеггер — Марк Камински / Джозеф П. Бреннер
- Кэтрин Харольд — Моника
- Сэм Уонамейкер — Луиджи Патровито
- Пол Шенар — Пауло Рокка
- Роберт Дави — Макс Келлер
- Эд Лотер — детектив Бейкер
- Даррен Макгевин — Гарри Шэннон
- Джо Регальбуто — прокурор Бакстер
- Бланш Бейкер — Эми Камински

## Интересные факты
- Сцена погони шерифа за преступником на мотоцикле по пересечённой местности и лесопилке — пародийная отсылка к аналогичной сцене из фильма «Первая кровь».
- Камински предлагает Шэннону стать крёстным отцом — это отсылка к гангстерскому фильму «Крёстный отец».
- В компьютерной игре «GTA: San Andreas» присутствует несколько отсылок к фильму: в ряде миссий игрок должен втереться в доверие к итальянской мафии, а также атаковать принадлежащий ей карьер.